# Irene Clarin

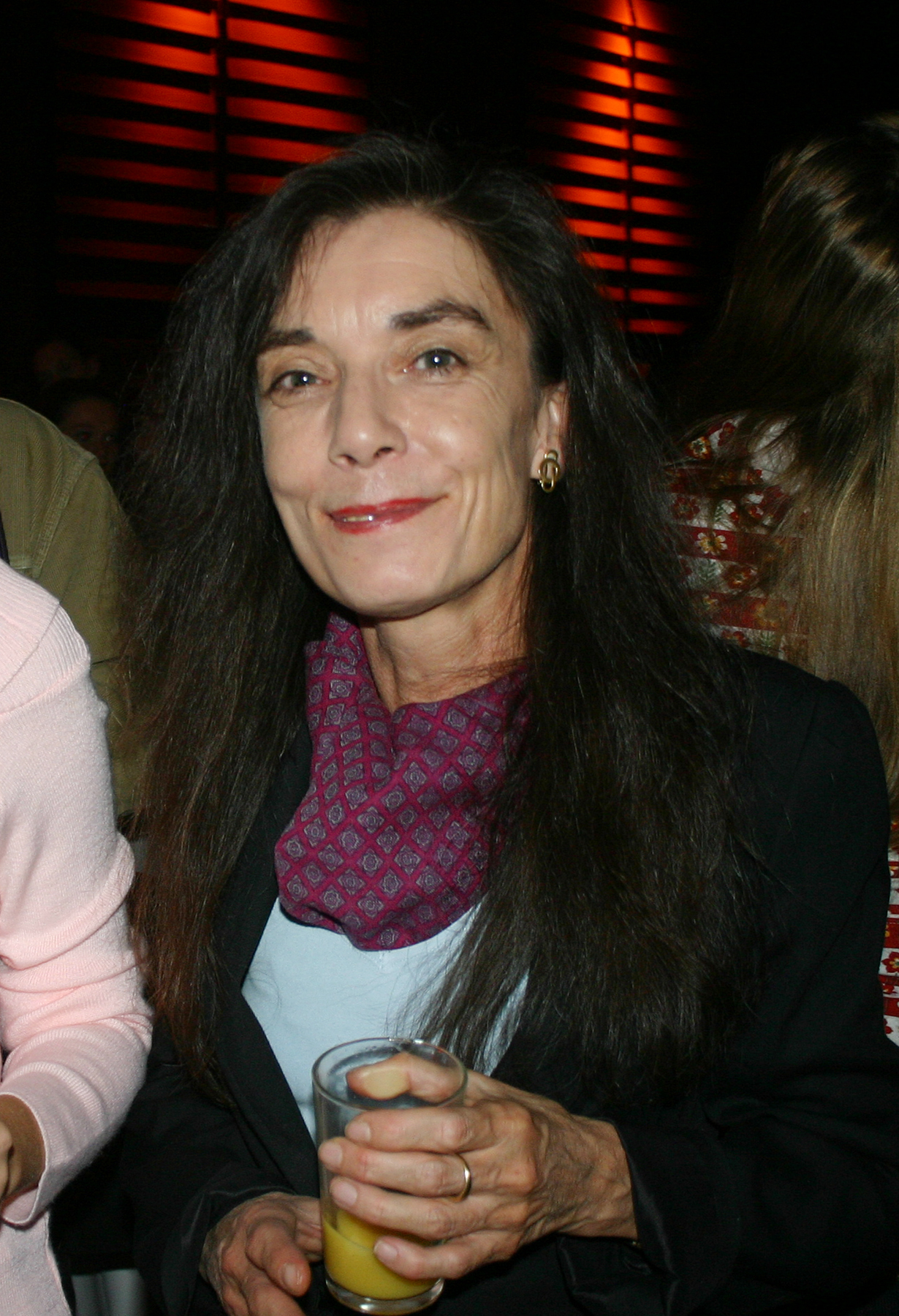
Irene Clarin (2006)

Irene Clarin (* 16. Mai 1955 in München) ist eine deutsche Schauspielerin.

## Leben
Clarin ist die Tochter des Schauspielers Hans Clarin und dessen erster Ehefrau Irene Reiter. Ihre Ausbildung erhielt sie an der Neuen Münchner Schauspielschule. Ihre ersten Rollen spielte sie am Theater der Jugend in München. Von 1977 bis 2002 gehörte Clarin zum Ensemble der Münchner Kammerspiele. Die Schauspielerin verkörperte unter anderem die Marie in Trommeln in der Nacht (1979), die Kammerzofe Rosalie in Das Käthchen von Heilbronn (1979), Fortinbras, den Prinzen von Norwegen, in Hamlet (1980), die Gutsbesitzerin Grekova in Tschechows Platonov (1981), Rosalind, die Tochter des Herzogs, in Wie es euch gefällt (1982), Nathans Tochter Recha in Nathan der Weise (1984), Herbert in der Uraufführung von Achternbuschs Weg (1985), die Tochter in Thomas Bernhards Am Ziel (1993), die Schauspielerin Arkadina in Die Möwe (1997) und die Königin in Shakespeares Cymbeline (1998). Dabei arbeitete sie mit renommierten Regisseuren wie Peter Zadek, Robert Wilson, Ernst Wendt, Dieter Dorn, Christian Stückl oder Luc Bondy. 2006 spielte sie am Fritz Rémond Theater in Frankfurt. 2012 tourte sie mit Inszenierungen der Theaterproduktion a.gon durch den deutschsprachigen Raum.
Clarin ist nicht nur auf der Bühne, sondern auch immer wieder im Fernsehen zu sehen. Bekannt wurde sie durch diverse Auftritte in Krimiserien wie Derrick, Der Alte, Siska und Die Rosenheim-Cops sowie durch die Fernsehserie  Die Wiesingers für den BR. Im ersten Programm der ARD verkörperte sie in der 1990 ausgestrahlten gleichnamigen Serie in 13 Folgen Pfarrerin Lenau.
Die Schauspielerin lebt in ihrer Geburtsstadt München. Sie hat zwei Töchter.

## Filmografie (Auswahl)
- 1970: Zurück, wo ich begann (Fernsehfilm)
- 1978: Eine Frau bleibt eine Frau (Fernsehserie)
- 1978–2008: Der Alte (Fernsehserie, neun Folgen)
- 1982: Ab in den Süden (Fernsehfilm)
- 1982–1987: Die Wiesingers (Fernsehserie)
- 1983: Heller Wahn
- 1985: Die Krimistunde (Fernsehserie, Folge 17, Episode: „Eine Faust voll Geld“)
- 1986–1997: Derrick (Fernsehserie, zehn Folgen)
- 1990: Pfarrerin Lenau (Fernsehserie, dreizehn Folgen)
- 1999–2007: Siska (Fernsehserie, sechs Folgen)
- 2005: Die Rosenheim-Cops – Mord im Paradies (Fernsehserie)
- 2005: Hengstparade (Fernsehfilm)
- 2005: Schlosshotel Orth – Mitten ins Herz (Fernsehserie)
- 2011: Franzi – Rimini (Fernsehserie)
- 2012: Nebenwege
- 2014: SOKO 5113 – Wahlverwandtschaften
- 2014: München 7

## Hörspiele
- 1988: Botho Strauß: Bagatellen – Regie: Dieter Dorn (Hörspiel – WDR)

## Auszeichnungen
- 1981: Nachwuchsschauspielerin des Jahres laut Theater heute
- 1983 O.E. Hasse-Preis der Akademie der Künste (Berlin)
- 1983 Nachwuchspreis beim Deutschen Darstellerpreis
- Staatlicher Förderpreis durch das Bayerische Staatsministerium für Unterricht und Kunst